# Solomon Burke
Solomon Burke (21. března 1940, Filadelfie, USA – 10. října 2010, Amsterdam, Nizozemsko) byl americký kazatel, zpěvák, textař a držitel ocenění Grammy Award. Během půlstoletí, kdy vystupoval vycházel ze svých kořenů: gospel, soul a blues, stejně jako rozvíjel vlastní styl v době, kdy RnB a rock byly stále v počátcích. V roce 2001 vstoupil do Rock and Roll Hall of Fame.
Zemřel 10. října 2010 na amsterdamském letišti Schiphol.

## Diskografie
- You Can Run But You Can't Hide - 1958 (Apollo)
- Solomon Burke - 1962 (Kenwood)
- Rock 'n' Soul - 1964 (Atlantic)
- The Rest of Solomon Burke - 1965 (Atlantic)
- I Wish I Knew - 1968 (Atlantic)
- King Solomon - 1968 (Sequel)
- Proud Mary - 1969
- King Heavy - 1972
- Cool Breeze - 1972 (Soundtrack)
- Electronic Magnetism - 1972
- I Have a Dream - 1974
- Back to My Roots - 1975
- Music to Make Love By - 1975
- Sidewalks, Fences & Walls - 1979
- Lord We Need a Miracle - 1979
- Get Up and Do Something - 1979
- King of Rock 'n' Soul - 1981
- Take Me, Shake Me [live] - 1983
- Soul Alive! - 1984
- A Change is Gonna Come - 1986
- Love Trap - 1987
- Into My Life You Came - 1990
- This is His - 1990
- Homeland - 1990
- Soul of the Blues - 1993
- Live at House of Blues - 1994
- Definition of Soul - 1997
- We Need a Miracle' - 1998
- Not By Water But Fire This Time - 1999
- Soulman - 2002
- Don't Give Up on Me - 2002
- The Incredible Solomon Burke at His Best - 2002
- The Apollo Album - 2003
- Make Do With What You Got - 2005
- Nashville - 2006
- Like a Fire - 2008

### Ostatní
- Lifted: Songs of the Spirit - 2002 - "None of Us Are Free"
- Joyful Noise - Derek Trucks Band - 2002 - "Home In Your Heart" a "Like Anyone Else"
- Jack O The Green - Jools Holland - 2005 - "Message To My Son" s Ericem Claptonem
- Brussel - De Dijk - 2008 - "Het Moet En Het Zal/Enough Is Enough"